# Lesumer Apotheke
Die Alte Lesumer Apotheke befindet sich in Bremen, Stadtteil Burglesum, Ortsteil Lesum, Hindenburgstraße 77. Das Haus entstand bis 1845. 
Es steht seit 1982 unter Bremer Denkmalschutz.

## Geschichte
Das eingeschossige, verputzte Gebäude mit Satteldach wurde 1845 in der Epoche des späten Klassizismus als Wohn- und Geschäftshaus für den Apotheker Carl Penz gebaut. Beide Giebelwände waren mit einer verglasten Veranda versehen. Nur die südöstliche Veranda ist erhalten. 1976 wurden im Inneren Dickglasmosaiken des Bremer Künstlers Heinz Lilienthal eingebaut. Glas und Holz prägen das Innere des Gebäudes mit Deckenmalereien und edlen Tapeten.
1979 zog die Apotheke in einen benachbarten Neubau um und das Haus stand viele Jahre leer. Aufgrund des zunehmenden, durch den Leerstand bedingten Verfalls, forderte der Burglesumer Beirat 1986 den Denkmalschutz für das Haus aufzuheben und war auch mit einem Abriss einverstanden. Erst 1992–1993 wurde das Bauwerk renoviert und für eine chirurgische Praxis hergerichtet, welche 2015 in das Gesundheitszentrum Lesum umzog. Seit 2019 wird das Gebäude als Büro eines Personaldienstleisters genutzt.